# Terasa (stavba)

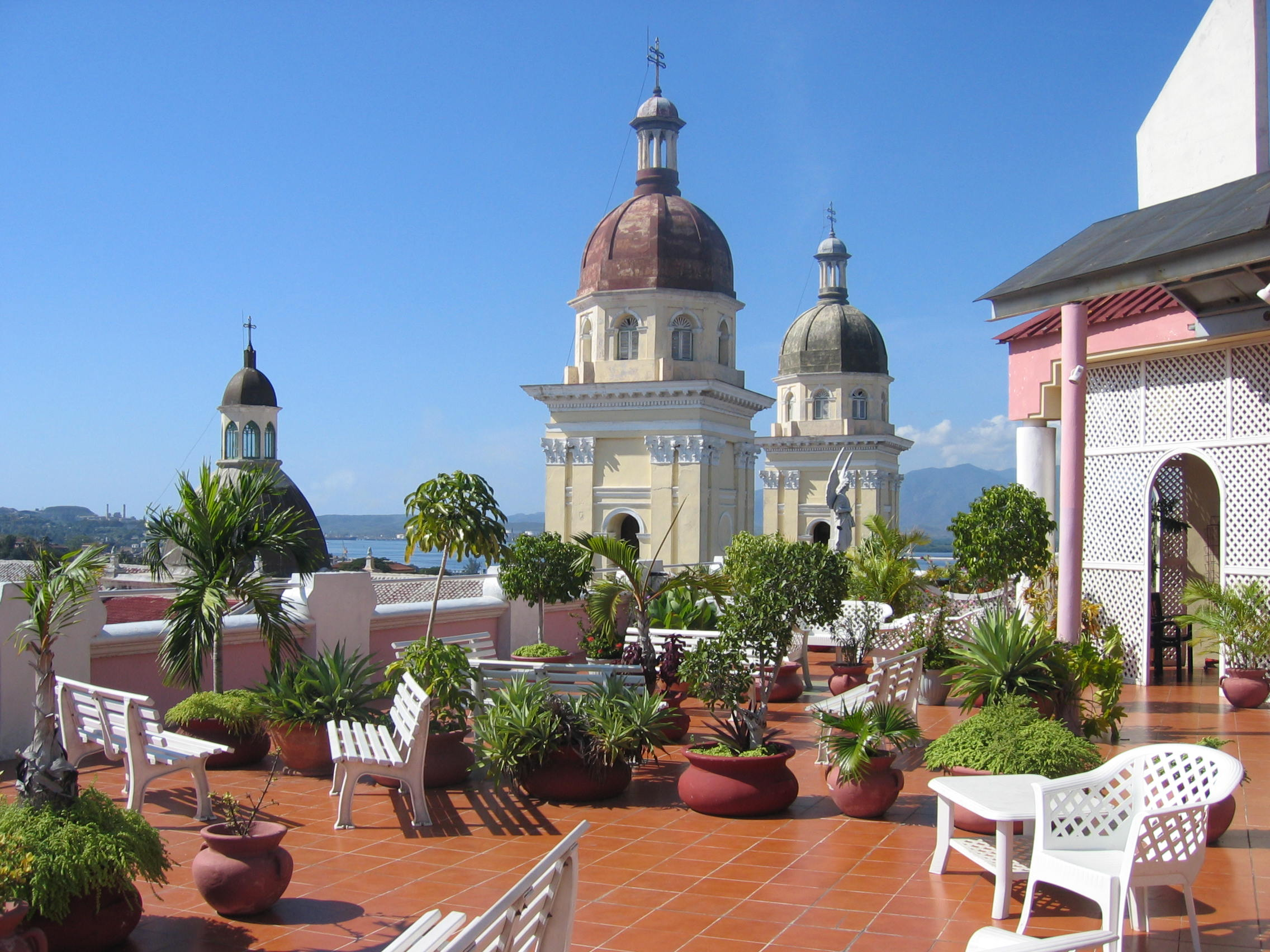
Střešní terasa v hotelu Casa Grande v Santiago de Cuba

Terasa je venkovní část stavby určená většinou k praktickým i architektonickým účelům. Terasa bývá větší než balkon, její umístění je většinou nad úrovní terénu, výjimkou nejsou ani střešní terasy. Terasa bývá primárně určena k pobytu osob, např. za účelem relaxace, společenských akcí i dalších aktivit jako je grilování, opalování apod.
Na rozdíl od balkonu terasa nevystupuje z hmoty architektury, od lodžie se liší tím, že není zastřešená.
Terasy byly oblíbené u funkcionalistických architektů, kteří uplatňovali moderní ploché střechy a často také zábradlí teras jako jednoduchý a funkční estetický prvek zakončující fasádu. Bohatě se uplatnily zejména na funkcionalistických vilách, ale také např. u slavné restaurace Barrandovské terasy, které daly i jméno.